# Zwei-Sinne-Prinzip

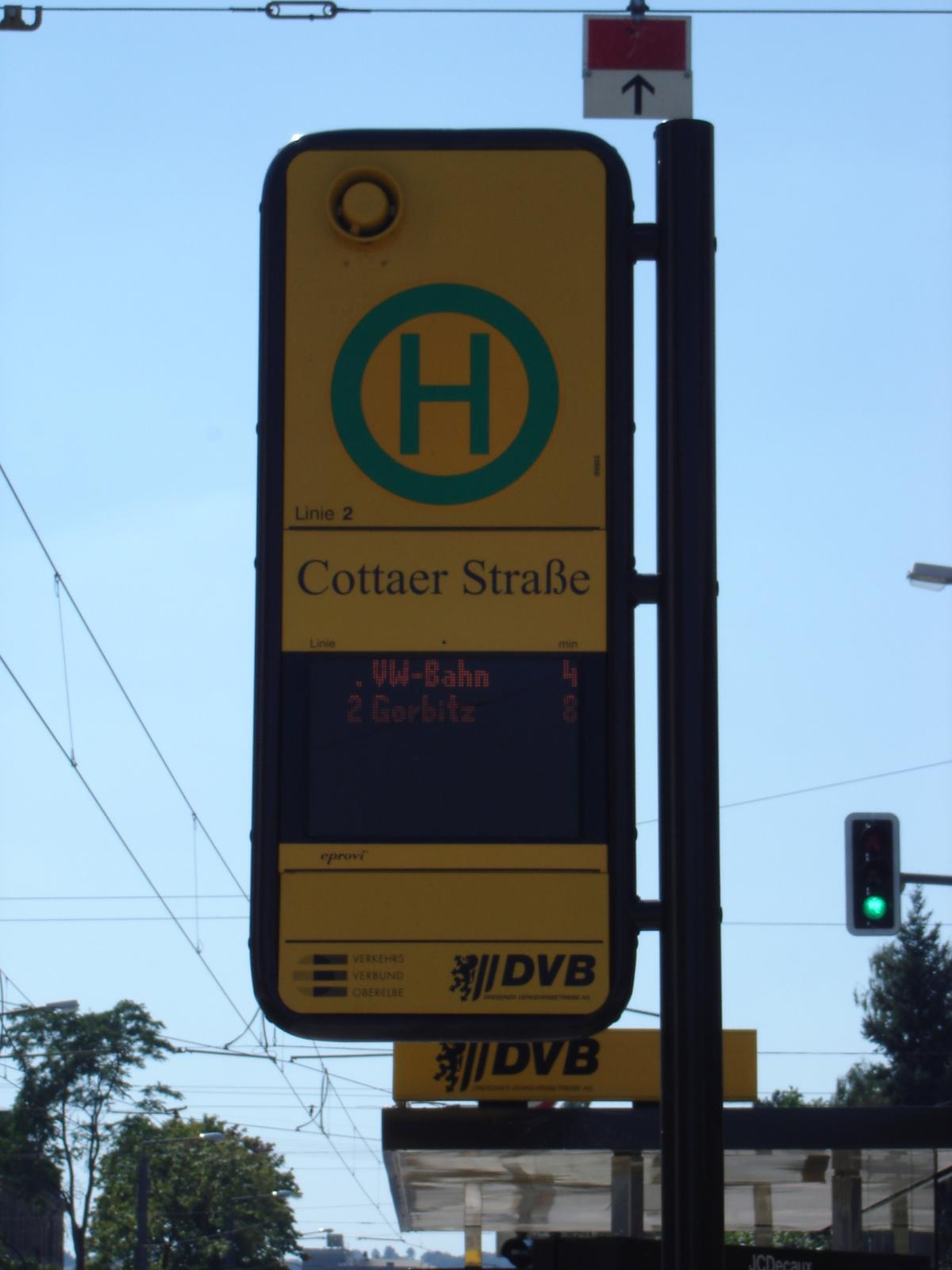
Dynamische Fahrgastinformation im Zwei-Sinne-Prinzip in Dresden (visuelle Information über Anzeige, akustische Information über Lautsprecher)

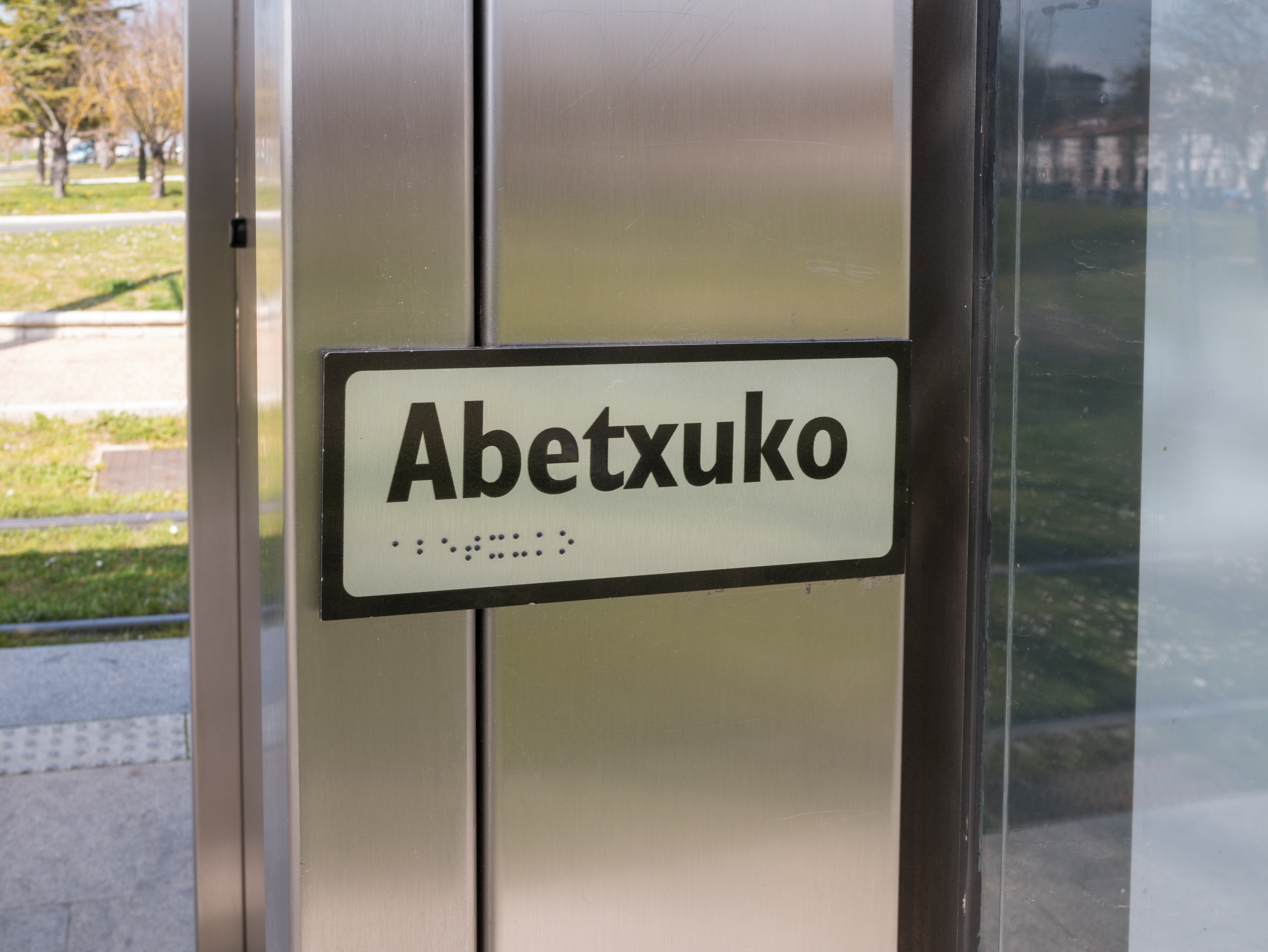
Haltestellenname im Zwei-Sinne-Prinzip in Vitoria-Gasteiz (visuelle und taktile Beschriftung)

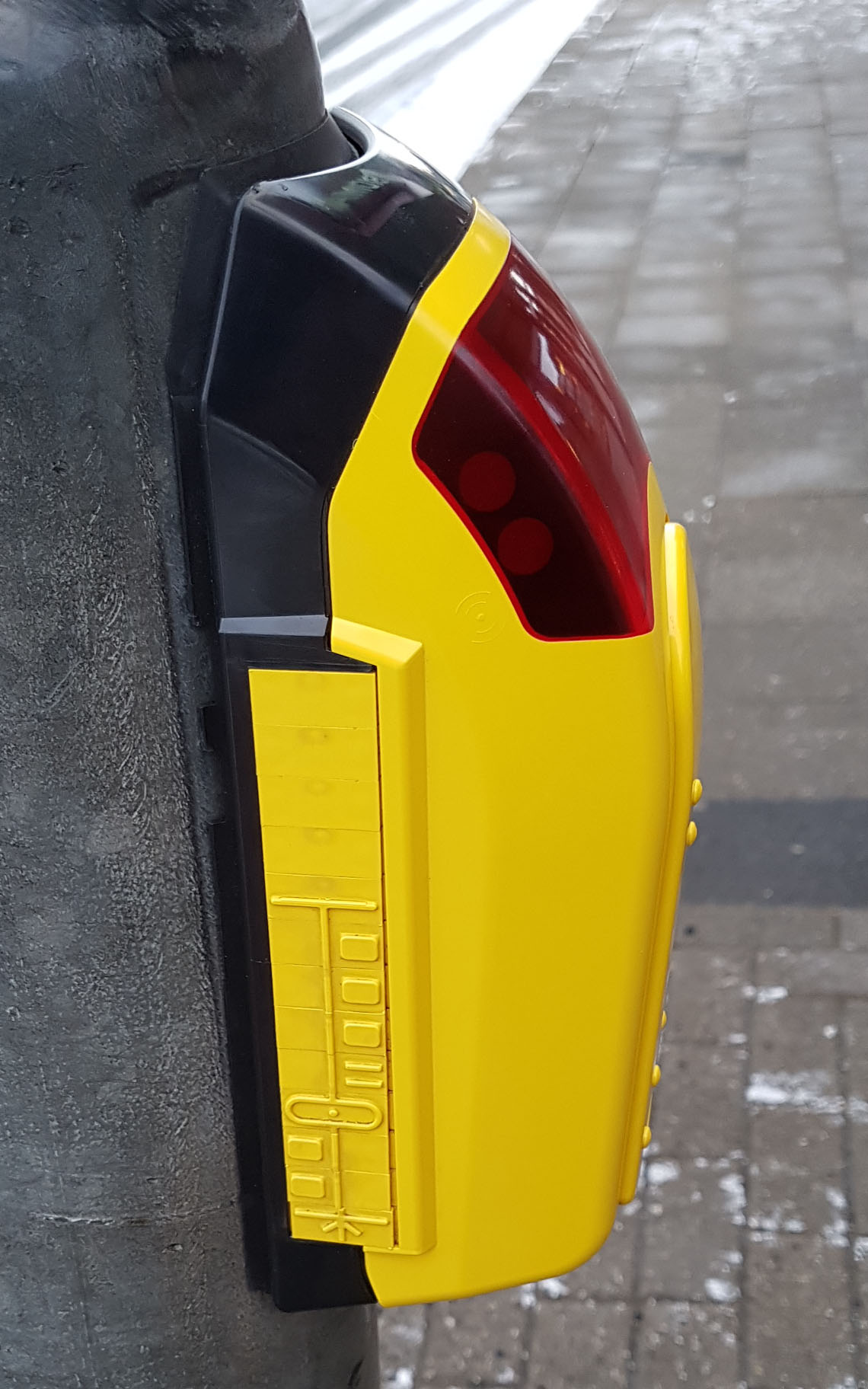
Akustischer Signalgeber mit ergänzender taktiler Information an einer Ampel

Das Zwei-Sinne-Prinzip ist ein wesentliches Prinzip zur Gestaltung barrierefreier Informationsprozesse und barrierefreier Infrastrukturen. Damit soll Menschen mit sensorischen Einschränkungen bzw. Behinderungen (blinde, sehbehinderte, taube oder gehörlose Menschen) eine sichere Nutzung und Fortbewegung ermöglicht und ihnen alle relevanten Informationen, bspw. zu Verkehrsmitteln oder zur Orientierung in Gebäuden oder im öffentlichen Raum zur Verfügung gestellt werden. Das Zwei-Sinne-Prinzip besagt, dass dem Grunde nach bei wesentlichen Informationen und Orientierungshilfen immer mindestens zwei der drei menschlichen Sinne Hören, Sehen und Tasten angesprochen werden.

## Definition
Das Zwei-Sinne-Prinzip ist umgesetzt, wenn alle Informationen in mindestens zwei der drei menschlichen Sinne Hören, Sehen und Tasten dargestellt werden. Dies kann sowohl stationäre Informationen und Kennzeichnungen als auch dynamische, wechselnde Informationen umfassen. Damit ist es möglich, Informationen auch Menschen zu vermitteln, bei denen einer dieser drei Sinne nicht oder nur eingeschränkt vorhanden ist. Gemäß DIN 18040 ist das Zwei-Sinne-Prinzip in Deutschland grundsätzlich bei allen baulichen Anlagen und Einrichtungen anzuwenden, um den Anforderungen des barrierefreien Bauens gerecht zu werden. Im öffentlichen Personenverkehr (ÖPNV) ist das Zwei-Sinne-Prinzip ein zentrales Element aller Informationsprozesse. Die BAG ÖPNV der deutschen ÖPNV-Aufgabenträger ordnet das Zwei-Sinne-Prinzip daher als wesentliche Grundlage für einen vollständig barrierefreien ÖPNV gemäß Personenbeförderungsgesetz (PBefG) ein.
Mit dem Zwei-Sinne-Prinzip können zwar nicht alle Formen sensorischer Einschränkungen und Behinderung abgedeckt werden, bspw. Taubblindheit, es wird jedoch ein sehr großer Anteil aller Betroffenen mit sensorischen Einschränkungen abgedeckt. Es wird zudem empfohlen, die Bedeutung der jeweiligen Information zu berücksichtigen. Erste Priorität im Sinne einer zwingenden Anwendung haben demnach Alarmierungen und Warnsignale im Gefahrenfall, bei denen ohne Anwendung des Zwei-Sinne-Prinzips Lebensgefahr für Menschen besteht, die aufgrund ihrer sensorischen Einschränkungen diese Informationen ansonsten nicht wahrnehmen würden. Zweite Priorität haben Informationen, die für Entscheidungen von Bedeutung sind, bspw. zur Wahl eines Verkehrsmittels. Diese sind ebenfalls grundsätzlich im Zwei-Sinne-Prinzip anzubieten. Alle sonstigen Informationen, die ergänzend wirken oder bei denen Rückfragen möglich sind, haben dritte Priorität und sollten so weit wie möglich im Zwei-Sinne-Prinzip übermittelt werden.

## Anwendungsbeispiele
- Ein Beispiel im ÖPNV sind Dynamische Fahrgastinformationssysteme, die sowohl visuell wie akustisch über die nächsten abfahrenden Busse oder Bahnen informieren („sprechende Haltestelle“). Dies kann sowohl automatisch als auch auf Knopfdruck erfolgen.[4] Türschließsignale vor der Abfahrt, die gleichzeitig mittels Warnton und Warnlicht gegeben werden, sind ein weiterer Anwendungsfall.
- An Lichtzeichenanlagen (Ampeln) wird Fußgängern die Information über ihre Grünphase ergänzend auch mit akustischen Signalen vermittelt.
- Feuermelder in Gebäuden warnen bei Auslösung sowohl mit Warnton wie auch Warnlicht.
- Taktile Beschriftungen an Handläufen in Treppenhäusern oder an Treppen im öffentlichen Raum informieren über die auf der jeweiligen Ebene erreichbaren Ziele und ergänzen visuell wahrnehmbare Wegweiser.